# Gleno
Gleno es una ciudad de Timor Oriental situada a 58 km al sudoeste de Dili, la capital del país. Gleno tiene 29.000 habitantes y se encuentra a 882 metros sobre el nivel del mar.
Es la capital del distrito de Ermera.
Al encontrarse cerca de la capital nacional, Gleno sufrió durante la campaña de intimidación durante la época del referéndum para la independencia de Timor Oriental en 1999.
- Datos: Q1018872
- Multimedia: Gleno / Q1018872